# Список потерь Ми-8 и его модификаций (1994 год)
Список потерянных Ми-8 всех модификаций (включая Ми-9, -14, -17, -18, -19, -171 и -172) составлен по данным из открытых источников и учитывает только авиационные происшествия или воздействие внешних сил, приведшие к утрате вертолёта или его списанию вследствие полученных повреждений.
Список не полный и не окончательный.

## Список аварий и катастроф
Зелёным цветом выделены потери при применении в вооружённых конфликтах, в том числе в контртеррористических операциях.
| № п/п | Дата     | Модификация / Бортовой номер | Место                                                  | Жертвы / На борту | Краткое описание |
| ----- | -------- | ---------------------------- | ------------------------------------------------------ | ----------------- | --- |
| 1     | 5 янв.   | Ми-17 н.д.                   | провинция Балх, Дехдади                                | н.д./н.д.         | Вертолёт армии Дустума перевозил группу старших офицеров из Кабула в Хайратон. Машина упала на взлёте, после промежуточной посадки на аэродроме Дехдади. Все находившиеся на борту погибли, в том числе генерал Абдул Момен. |
| 2     | 13 февр. | Ми-8МТ н.д.                  | Хатлонская область, Шурообадский район                 | 11/н.д.           | Вертолёт группы погранвойск России в Таджикистане потерпел катастрофу. Среди возможных причин — сложные метеоусловия или повреждение от огня с земли. |
| 3     | 29 марта | Ми-8Т RA-22226               | Республика Коми, Усть-Цилемский район, близ Харъяги    | 1/19              | При заходе на посадку на вертолётную площадку буровой в условиях плохой видимости Ми-8 столкнулся с землёй в 800 м от площадки и разрушился. Один пассажир погиб, а члены экипажа и 9 пассажиров получили травмы различной степени тяжести. |
| 4     | 22 апр.  | Ми-8 4L-24203                | Местийский муниципалитет, Чубари                       | 0/н.д.            | Вертолёт совершил грубую посадку на подобранную с воздуха площадку. Машина опрокинулась на правый борт и частично разрушилась. Находящиеся на борту люди не пострадали. |
| 5     | 22 июня  | Ми-8МТВ-1 RA-27076           | Татарстан, близ Нурлата                                | 8/11              | При выполнении несанкционированной посадки в незнакомой для экипажа местности находясь над лесом на опасно малой высоте вертолёт задел хвостовой балкой и лопастями несущего винта за деревья и столкнулся с землей. В результате взрыва топливных баков и возникшего пожара все пассажиры погибли, вертолёт сгорел. Экипаж получил травмы различной степени тяжести. |
| 6     | 21 нояб. | Ми-8Т RA-24102               | ХМАО, Сургут                                           | 0/3               | Сразу после взлёта и набора высоты до 200 м произошло отключение двигателей. В результате аварийной посадки вертолёт получил значительные повреждения. Вероятная причина происшествия — попадание льда в двигатели. |
| 7     | 14 дек.  | Ми-8Т 27                     | Чечня, Ачхой-Мартановский район, близ села Новый Шарой | 3/3               | Вертолёт 325-го овп. В полёте был обстрелян с земли из стрелкового оружия и совершил вынужденную посадку на автодорогу. После экипаж вступил в бой с окружившими машину боевиками, во время которого погибли командир подполновник Н. А. Лесков и второй пилот капитан О. Ю. Шаплыгин. Борттехник лейтенант С. А. Девятков был захвачен в плен и позже был убит.      |
| 8     | 20 дек.  | Ми-8МТВ-2 н.д.               | Чечня, близ Петропавловской                            | 5/5               | После выхода из низкой сплошной облачности на высоте 20-30 м попал под интенсивный обстрел и был поражён выстрелом из РПГ. В результате взрыва гранаты, вертолёт получил повреждения, после чего столкнулся с землей и взорвался. Все находящиеся на борту погибли |